# Artigue
Artigue é uma comuna francesa na região administrativa da Occitânia, no departamento do Alto Garona. Estende-se por uma área de 9.72 km², com 31 habitantes, segundo o censo de 2018, com uma densidade de 3.2 hab/km².